# Asnæs (plaats)
Asnæs is een plaats in de Deense regio Seeland, gemeente Odsherred. De plaats telt 2942 inwoners (2018). Asnæs ligt in het historische district Odsherred en valt onder de parochie Asnæs.
Asnæs heeft diverse voorzieningen, zoals een zwembad, sportfaciliteiten en scholen. Tevens heeft Asnæs een station aan de Odsherredsbanen, de spoorlijn van Holbæk naar Nykøbing Sjælland.
De kerk van Asnæs (Deens: Asnæs Kirke) is rond 1140 gebouwd in romaanse stijl. De toren is later gebouwd in een laatgotische stijl. Oorspronkelijk was de kerk gewijd aan de heilige Olaf.
Even ten zuiden van Asnæs ligt het openluchtmuseum Ulvsborg Historisk Værksted dat zich richt op de periode 1050-1250 n.Chr.

## Geboren
Christian Poulsen (28 februari 1980), Deens voetballer
- MusicBrainz: 7bf119e5-0196-4b09-bf23-62961e8ad5ec
- Virtual International Authority File: 31147312810437970005